# Phthonosema tapaia
Phthonosema tapaia là một loài bướm đêm trong họ Geometridae.